# Apostolicae Sedis moderationi
Apostolicae Sedis moderationi é uma bula papal (também descrita como uma constituição apostólica ) emitida pelo Papa Pio IX em 12 de outubro de 1869, que revisou a lista de censuras que no direito canônico eram impostas automaticamente ( lata sententia ) aos infratores. Reduziu seu número e esclareceu os preservados.
Como é de praxe em tais documentos, a bula é conhecida por seu incipit, as palavras iniciais do texto.

## Fundo
As leis da Igreja que impõem censuras multiplicaram-se ao longo dos séculos, algumas confirmando, modificando ou revogando promulgações anteriores.
O Concílio de Trento (1545-63) simplificou-os, mas numerosas novas leis continuaram a ser promulgadas, alterando e complicando a situação anterior. O resultado foi confusão para os canonistas, perplexidade para os moralistas e muitas vezes hesitação para os fiéis. Daí a necessidade de uma revisão geral de todo o material.

## Conteúdo
As censuras automáticas que na sua forma revista foram mantidas foram organizadas em várias categorias de acordo com a autoridade que tinha o poder de as absolver:
- Excomunhões automáticas, reservadas ao Romano Pontífice de modo especial (12 censuras ) [3]
- Excomunhões automáticas, simplesmente reservadas ao Romano Pontífice (17 censuras) [4]
- Excomunhões automáticas, reservadas a bispos ou ordinários (3 censuras) [5]
- Excomunhões automáticas, não reservadas a ninguém, ou seja, das quais simples padres poderiam absolver (4 censuras) [6]
- Suspensões automáticas, reservadas ao Papa (7 censuras) [7]
- Interditos automáticos, reservados (2 censuras) [8]

## Observações
Embora uma censura seja apenas uma penalidade medicinal, cujo objetivo principal é a reforma da pessoa que a incorreu, ela não cessa por si mesma apenas pela reforma de alguém. Tem que ser levado pelo poder que o inflige. As censuras são classificadas em Apostolicae Sedis moderationi com respeito à autoridade que tem o poder de absolvê-las. Qualquer padre que tenha jurisdição para absolver do pecado também pode absolver das censuras, a menos que uma censura seja reservada, como um pecado pode ser reservado; e algumas das censuras mencionadas na bula Apostolicae Sedis não são reservadas. 
Algumas censuras da Apostolicae Sedis moderationi são reservadas aos bispos; para que os bispos, dentro de sua própria jurisdição, ou alguém especialmente delegado por eles, possam absolver das censuras assim reservadas. Alguns são reservados ao Papa, de modo que nem mesmo um bispo pode absolvê-los sem uma delegação do Papa. Doze censuras são reservadas de maneira especial ( speciali modo ) ao Papa; de modo que, para absolver qualquer um deles, até mesmo um bispo requer uma delegação que os nomeie especificamente. Essas doze censuras, exceto a décima, foram retiradas da bula In Coena Domini, assim chamada porque de 1364 a 1770 foi publicada anualmente em Roma, e depois de 1567 em outros lugares também, na Quinta-feira Santa. Dessas onze ofensas canônicas, cinco referem-se a ataques ao fundamento da Igreja, isto é, à sua fé e constituição. Três referem-se a ataques ao poder da Igreja e ao livre exercício desse poder. As outras três referem-se a ataques aos tesouros espirituais ou temporais da Igreja. 